# Ханс фон Ойлер-Келпин
Ханс Карл Август Симон фон Ойлер-Келпин (на немски: Hans Karl August Simon von Euler-Chelpin) е шведски биохимик от германски произход.
Заедно с Артър Хардън споделя Нобеловата награда за химия за 1929 г. „за техните изследвания върху захарната ферментация и ферментните ензими“.

## Биография
Роден е на 15 февруари 1873 година в Аугсбург, Бавария. След неговото раждане, баща му, капитан от Кралския баварски полк, е преместен в Мюнхен и Ханс е изпратен да живее при баба си във Васербург.
Началното си образование получава в Мюнхен, Вюрцбург и Улм. През 1881 г. постъпва в Мюнхенската художествена академия. По време на обучението си по живопис започва да се интересува от проблемите на цветовете, което го довежда по-късно до зараждане на интереса му към изследователска дейност.
През 1893 г. е приет в Мюнхенския университет, където изучава физика под ръководството на Емил Варбург и Макс Планк и органична химия при Емил Фишер. През 1895 г. получава докторска степен и от 1896 до 1897 работи заедно с Валтер Нернст в Гьотингенския университет. През следващата година става асистент на Сванте Арениус в лабораторията му в Стокхолмския университет, където през 1899 е назначен за приват-доцент. През лятото на същата година продължава своите изследвания под ръководството на Якоб Вант Хоф и Едуард Бухнер в Берлин, където остава до 1900 г.
След завръщането си в Стокхолм през 1902 г. Ойлер-Келпин получава шведско гражданство. През този период изследванията му са съсредоточени върху действията на катализаторите при реакции на неорганични съединения, но постепенно интересите му се преместват в областта на органичните вещества, особено след като се запознава с изследванията на Бухнер по химия на ферментацията. През 1906 г. Ойлер-Келпин става професор по обща и органична химия в Стокхолмския университет, където работи по време на цялата си следваща научна дейност.
По време на Първата световна война служи като волнонаемен пилот в немската армия. През 1916 и 1917 г. участва в работата на военната мисия, създадена с цел да се увеличи производството на боеприпаси за Турция, която е съюзник на Германия. През последните години на войната командва ескадрила бомбардировачи. След края на войната през 1918 г. Ойлер-Келпин започва да изпълнява всичките си задължения в Стокхолмския университет, като едновременно с това разгръща изследователска дейност по химия на ферментите, сложни продукти на живата клетка, катализиращи специфични биохимични реакции. Той проявява особен интерес по въпроса за ролята на ферментите при ферментацията.
Умира на 6 ноември 1964 година в Стокхолм на 91-годишна възраст.

## Семейство
През 1902 г. Ойлер-Келпин се жени за Астрид Клеве, ботаничка и геоложка, дъщеря на химика Пер Теодор Клев. Синът им, Улф фон Ойлер, става знаменит физиолог удостоен с Нобелова награда за физиология или медицина през 1970 г. След като през 1912 г. двамата с Астрид се разделят, Ойлер-Келпин се жени за баронеса Елизабет Угла, от която има четири деца.

## Научна дейност
През 1896 г. Едуард Бухнер доказва, че течността, образувана от дрождните клетки, може да индуцира ферментация, макар че не съдържа живи клетки на дрожди. Бухнер също така открива, че един компонент от тази течност, фермент, наречен зимаза, предизвиква разпадане на молекулите на глюкозата до фрагменти на хексозата. Основавайки се на работата на Бухнер, Артър Хардън разбира, че зимазата се състои от два компонента, всеки от който е важен за процеса на ферментация. На първия етап от процеса, смята Хардън, молекулата на захарта се съединява с йон на фосфат. До завършването на процеса на ферментация фосфатът се регенерира до свободно състояние. Хардън изказва хипотезата, че ферментацията може да започне само тогава, когато две молекули фосфат реагират с две молекули хексоза.
Ойлер-Келпин се убеждава, че за да може ферментът да осъществи своите функции, той отначало трябва да се свърже с молекула, на която трябва да въздейства. За да се разбере химическият процес на ферментацията, е необходимо да се идентифицира всеки от съществуващите субстрати във всички етапи на процеса. За тази цел той добавя метални атоми в разтворите, в които протича ферментацията, и така забавя процеса на определен стадий, което му позволява да анализира всичките стадии.
Ако Хардън предполага, че две молекули хексоза и два аниона фосфат се обединяват с образуване на спирт, въглероден двуокис, вода и фосфоросъдържащо съединение, което той нарича зимодифосфат, Ойлер-Келпин разбира, че реакцията протича значително по-сложно. Той посочва, че фрагментите на двете молекули хексоза, получени при разпадането на молекулите на захарта, са различни. Единият от фрагментите е по-богат на енергия от другия. Нещо повече, фосфатът се присъединява към фрагмента с по-малка енергия и именно този фрагмент, разрушавайки се последователно, се превръща в зимодифосфат.
Освен че наблюдава преобразуването на фосфата, Ойлер-Келпин установява химическата природа на небелтъчния компонент на зимазата, който той нарича козимаза, като задачата се усложнява от извънредно малкия му размер. Използвайки многостадиен процес на пречистване, проведен с експериментално майсторство, той получава висококонцентриран разтвор на козимаза и определя молекулното ѝ тегло. Ойлер-Келпин установява, че козимазата съдържа фрагменти на захар, фосфорна киселина и кристали на химическо вещество, наречено пурином. Той също така открива, че козимазата е съставящ компонент на ферментите, които регулират ефективността на пренасяне на водород в клетките и по такъв начин оказват влияние върху процеса на дишане.

## Признание
Освен с Нобелова награда Ойлер-Келпин е награден с Голям кръст на Федералната служба на ГФР (1959 г.). Присъдени са му почетни научни степени на университетите в Стокхолм, Цюрих, Атина, Кил, Берн, Торино и Ню Брънзуик. Член е на Шведската кралска академия на науките, Шведската академия на инженерните науки и Финландската академия на науките, а също така чуждестранен член на много научни и професионални дружества.